# Gouvernement Grindeanu
Roumanie
Cioloș Tudose
Le gouvernement Grindeanu (en roumain : Guvernul Sorin Grindeanu) est le gouvernement de la Roumanie du 4 janvier 2017 au 29 juin 2017, durant la huitième législature du Parlement.

## Historique du mandat
Dirigé par le nouveau Premier ministre social-démocrate Sorin Grindeanu, anciennement ministre de la Société de l'information, ce gouvernement est constitué et soutenu par une coalition de centre gauche entre le Parti social-démocrate (PSD) et l'Alliance des libéraux et démocrates (ALDE). Ensemble, ils disposent de 174 députés sur 329, soit 52,9 % des sièges de la Chambre des députés, et 76 sénateurs sur 136, soit 55,9 % des sièges du Sénat.
Il est formé à la suite des élections parlementaires du 11 décembre 2016.
Il succède donc au gouvernement de l'indépendant Dacian Cioloș, constitué de technocrates et soutenu par le PSD, le Parti national libéral (PNL), l'Union nationale pour le progrès de la Roumanie et l'Union démocrate magyare de Roumanie (UDMR).

### Formation
Après avoir rejeté la candidature de Sevil Shhaideh, le chef de l'État désigne le 30 décembre 2016 Grindeanu aux fonctions de Premier ministre, sur proposition du PSD. L'annonce est faite via un communiqué de presse et non une déclaration comme c'est l'usage. Sorin Grindeanu bénéficie alors d'un délai de dix jours pour nommer ses ministres et obtenir la confiance du Parlement.
Le 3 janvier 2017, le président du PSD Liviu Dragnea annonce la composition du nouveau gouvernement, qui compte 26 ministres dont huit femmes et quatre indépendants.
Selon Nicușor Dan, président de l'Union sauvez la Roumanie (USR), arrivée troisième du scrutin parlementaire, « le gouvernement Grindeanu est constitué de personnalités faibles au sein du Parti social-démocrate. Le seul critère est celui de l’obéissance au chef du parti, Liviu Dragnea », celui-ci étant sous le coup d’une peine de deux ans de prison avec sursis pour fraude électorale qui l'empêche de briguer lui-même la tête du gouvernement.
Il remporte le vote de confiance le 4 janvier au Parlement par 295 voix pour et 133 voix contre, soit 61 suffrages de plus que la majorité constitutionnelle requise, grâce au soutien apporté par l'UDMR et les députés représentants les minorités nationales.
Le 8 février, les deux chambres du Parlement sont réunies en séance commune pour s'exprimer sur une motion de censure déposée par l'opposition contre le gouvernement. Les parlementaires du PSD et de l'ALDE s’abstiennent lors de ce vote, alors que ceux du PNL, de l'USR et du PMP votent en faveur de la motion et ceux de l’UDMR ne prennent part au vote. La motion rassemble 161 votes, loin des 233 votes nécessaires pour être adoptée.

### Évolution
Grindeanu annonce le 22 février suivant un remaniement ministériel qui affecte quatre départements ministériels. Outre le remplacement définitif de Florin Iordache, démissionnaire à la suite des manifestations contre la corruption, ce changement d'équipe voit le retour des anciens ministres Mihai Tudose, qui retrouve le ministère de l'Économie, et Rovana Plumb, ancienne présidente par intérim du PSD. Ces modifications sont effectives dès le lendemain.

### Succession
Le 14 juin 2017, les ministres présentent leur démission. Le 15 juin, Grindeanu est exclu de son parti, qui dépose une motion de censure à son encontre avec le soutien de l'ALDE. Elle est adoptée par 241 voix pour et dix contre le 21 juin. Des consultations sont alors prévues pour le 26 juin. Le ministre de l'Économie, Mihai Tudose, est nommé pour le remplacer. Le nouveau gouvernement est formé le 29 juin suivant.

## Composition

### Initiale (4 janvier 2017)
| Fonction | Titulaire | Titulaire                                                        | Parti |
| --- | --------- | ---------------------------------------------------------------- | ----- |
| Premier ministre                                                                                               |           | Sorin Grindeanu                                                  | PSD   |
| Vice-Première ministre Ministre du Développement régional, de l'Administration publique et des Fonds européens |           | Sevil Shhaideh                                                   | PSD   |
| Vice-Premier ministre Ministre de l'Environnement                                                              |           | Daniel Constantin                                                | ALDE  |
| Ministre des Affaires intérieures                                                                              |           | Carmen Dan                                                       | PSD   |
| Ministre des Affaires étrangères                                                                               |           | Teodor Meleșcanu                                                 | ALDE  |
| Ministre de la Défense nationale                                                                               |           | Gabriel Leș                                                      | PSD   |
| Ministre des Finances publiques                                                                                |           | Viorel Ștefan                                                    | PSD   |
| Ministre de la Justice                                                                                         |           | Florin Iordache (jusqu'au 09/02/2017) Ana Birchall (par intérim) | PSD   |
| Ministre de l'Agriculture et du Développement rural                                                            |           | Petre Daea                                                       | PSD   |
| Ministre de l'Éducation nationale                                                                              |           | Pavel Năstase                                                    | Sans  |
| Ministre du Travail et de la Justice sociale                                                                   |           | Lia Olguța Vasilescu                                             | PSD   |
| Ministre de l'Économie                                                                                         |           | Alexandru Petrescu                                               | PSD   |
| Ministre de l'Énergie                                                                                          |           | Toma Petcu                                                       | ALDE  |
| Ministre des Transports                                                                                        |           | Alexandru Cuc                                                    | PSD   |
| Ministre pour le Milieu des affaires, le Commerce et l'Entrepreneuriat                                         |           | Florin Jianu (jusqu'au 02/2017)                                  | PSD   |
| Ministre de la Santé                                                                                           |           | Florian Bodog                                                    | PSD   |
| Ministre de la Culture et de l'Identité nationale                                                              |           | Ionuț Vulpescu                                                   | PSD   |
| Ministre des Eaux et des Forêts                                                                                |           | Adriana Petcu                                                    | PSD   |
| Ministre de la Recherche et de l'Innovation                                                                    |           | Șerban Valeca                                                    | PSD   |
| Ministre des Communications et de la Société d'information                                                     |           | Augustin Jianu                                                   | Sans  |
| Ministre de la Jeunesse et des Sports                                                                          |           | Marius Dunca                                                     | PSD   |
| Ministre du Tourisme                                                                                           |           | Titus Dobre                                                      | PSD   |
| Ministre pour les Roumains de l'étranger                                                                       |           | Andreea Păstârnac                                                | Sans  |
| Ministre de la Consultation publique et du Dialogue social                                                     |           | Gabriel Petrea                                                   | PSD   |
| Ministre pour les Relations avec le Parlement                                                                  |           | Grațiela Gavrilescu                                              | ALDE  |
| Ministre déléguée aux Fonds européens                                                                          |           | Mihaela Toader                                                   | Sans  |
| Ministre déléguée aux Affaires européennes                                                                     |           | Ana Birchall                                                     | PSD   |

### Remaniement du23 février 2017
- Les nouveaux ministres sont indiqués en gras, ceux ayant changé d'attributions en italique.

| Fonction | Titulaire | Titulaire            | Parti |
| --- | --------- | -------------------- | ----- |
| Premier ministre                                                                                               |           | Sorin Grindeanu      | PSD   |
| Vice-Première ministre Ministre du Développement régional, de l'Administration publique et des Fonds européens |           | Sevil Shhaideh       | PSD   |
| Vice-Premier ministre Ministre de l'Environnement                                                              |           | Daniel Constantin    | ALDE  |
| Ministre des Affaires intérieures                                                                              |           | Carmen Dan           | PSD   |
| Ministre des Affaires étrangères                                                                               |           | Teodor Meleșcanu     | ALDE  |
| Ministre de la Défense nationale                                                                               |           | Gabriel Leș          | PSD   |
| Ministre des Finances publiques                                                                                |           | Viorel Ștefan        | PSD   |
| Ministre de la Justice                                                                                         |           | Tudorel Toader       | Sans  |
| Ministre de l'Agriculture et du Développement rural                                                            |           | Petre Daea           | PSD   |
| Ministre de l'Éducation nationale                                                                              |           | Pavel Năstase        | Sans  |
| Ministre du Travail et de la Justice sociale                                                                   |           | Lia Olguța Vasilescu | PSD   |
| Ministre de l'Économie                                                                                         |           | Mihai Tudose         | PSD   |
| Ministre de l'Énergie                                                                                          |           | Toma Petcu           | ALDE  |
| Ministre des Transports                                                                                        |           | Alexandru Cuc        | PSD   |
| Ministre pour le Milieu des affaires, le Commerce et l'Entrepreneuriat                                         |           | Alexandru Petrescu   | PSD   |
| Ministre de la Santé                                                                                           |           | Florian Bodog        | PSD   |
| Ministre de la Culture et de l'Identité nationale                                                              |           | Ionuț Vulpescu       | PSD   |
| Ministre des Eaux et des Forêts                                                                                |           | Adriana Petcu        | PSD   |
| Ministre de la Recherche et de l'Innovation                                                                    |           | Șerban Valeca        | PSD   |
| Ministre des Communications et de la Société d'information                                                     |           | Augustin Jianu       | Sans  |
| Ministre de la Jeunesse et des Sports                                                                          |           | Marius Dunca         | PSD   |
| Ministre du Tourisme                                                                                           |           | Titus Dobre          | PSD   |
| Ministre pour les Roumains de l'étranger                                                                       |           | Andreea Păstârnac    | Sans  |
| Ministre de la Consultation publique et du Dialogue social                                                     |           | Gabriel Petrea       | PSD   |
| Ministre pour les Relations avec le Parlement                                                                  |           | Grațiela Gavrilescu  | ALDE  |
| Ministre déléguée aux Fonds européens                                                                          |           | Rovana Plumb         | PSD   |
| Ministre déléguée aux Affaires européennes                                                                     |           | Ana Birchall         | PSD   |

### Remaniement du3 avril 2017
- Les nouveaux ministres sont indiqués en gras, ceux ayant changé d'attributions en italique.

| Fonction | Titulaire | Titulaire                               | Parti    |
| --- | --------- | --------------------------------------- | -------- |
| Premier ministre                                                                                               |           | Sorin Grindeanu                         | PSD/Sans |
| Vice-Première ministre Ministre du Développement régional, de l'Administration publique et des Fonds européens |           | Sevil Shhaideh (jusqu'au 16/06/2017)    | PSD      |
| Vice-Premier ministre                                                                                          |           | Augustin Jianu (à partir du 16/06/2017) | Sans     |
| Vice-Première ministre Ministre de l'Environnement                                                             |           | Grațiela Gavrilescu                     | ALDE     |
| Ministre des Affaires intérieures                                                                              |           | Carmen Dan                              | PSD      |
| Ministre des Affaires étrangères                                                                               |           | Teodor Meleșcanu                        | ALDE     |
| Ministre de la Défense nationale                                                                               |           | Gabriel Leș                             | PSD      |
| Ministre des Finances publiques                                                                                |           | Viorel Ștefan                           | PSD      |
| Ministre de la Justice                                                                                         |           | Tudorel Toader                          | Sans     |
| Ministre de l'Agriculture et du Développement rural                                                            |           | Petre Daea                              | PSD      |
| Ministre de l'Éducation nationale                                                                              |           | Pavel Năstase                           | Sans     |
| Ministre du Travail et de la Justice sociale                                                                   |           | Lia Olguța Vasilescu                    | PSD      |
| Ministre de l'Économie                                                                                         |           | Mihai Tudose                            | PSD      |
| Ministre de l'Énergie                                                                                          |           | Toma Petcu                              | ALDE     |
| Ministre des Transports                                                                                        |           | Alexandru Cuc                           | PSD      |
| Ministre pour le Milieu des affaires, le Commerce et l'Entrepreneuriat                                         |           | Alexandru Petrescu                      | PSD      |
| Ministre de la Santé                                                                                           |           | Florian Bodog                           | PSD      |
| Ministre de la Culture et de l'Identité nationale                                                              |           | Ionuț Vulpescu                          | PSD      |
| Ministre des Eaux et des Forêts                                                                                |           | Adriana Petcu                           | PSD      |
| Ministre de la Recherche et de l'Innovation                                                                    |           | Șerban Valeca                           | PSD      |
| Ministre des Communications et de la Société d'information                                                     |           | Augustin Jianu                          | Sans     |
| Ministre de la Jeunesse et des Sports                                                                          |           | Marius Dunca                            | PSD      |
| Ministre du Tourisme                                                                                           |           | Titus Dobre                             | PSD      |
| Ministre pour les Roumains de l'étranger                                                                       |           | Andreea Păstârnac                       | Sans     |
| Ministre de la Consultation publique et du Dialogue social                                                     |           | Gabriel Petrea                          | PSD      |
| Ministre pour les Relations avec le Parlement                                                                  |           | Viorel Ilie                             | ALDE     |
| Ministre déléguée aux Fonds européens                                                                          |           | Rovana Plumb                            | PSD      |
| Ministre déléguée aux Affaires européennes                                                                     |           | Ana Birchall                            | PSD      |